# Bugalhos
Bugalhos é uma povoação portuguesa sede da Freguesia de Bugalhos do Município de Alcanena, freguesia com 16,46 km² de área e 963 habitantes (censo de 2021), tendo, por isso, uma densidade populacional de 58,5 hab./km².

## Demografia
Nota: Nos anos de 1864 a 1911 fazia parte do concelho de Torres Novas. Passou a fazer parte do atual concelho pela lei nº 156, de 08/05/1914, que criou o concelho (atual município) de Alcanena.
A população registada nos censos foi:
| Distribuição da População por Grupos Etários | Distribuição da População por Grupos Etários | Distribuição da População por Grupos Etários | Distribuição da População por Grupos Etários | Distribuição da População por Grupos Etários |
| -------------------------------------------- | -------------------------------------------- | -------------------------------------------- | -------------------------------------------- | -------------------------------------------- |
| Ano                                          | 0-14 Anos                                    | 15-24 Anos                                   | 25-64 Anos                                   | > 65 Anos                                    |
| 2001                                         | 164                                          | 184                                          | 600                                          | 224                                          |
| 2011                                         | 140                                          | 114                                          | 603                                          | 227                                          |
| 2021                                         | 119                                          | 77                                           | 505                                          | 262                                          |

## Coletividades
Existe na freguesia o Centro de Convívio 5 Bugalhos (cc5b) destinado aos mais velhotes da freguesia tendo veículo próprio consegue ir buscar os mais incapacitados para algumas horas de convívio entre os da sua época e como é lógico usado para transporte em viagem o que acontece com frequência.
Existe na freguesia a escola de futebol do conselho de Alcanena (EFCA) onde os aspirantes a futebolistas aprendem as melhores tácticas.